# Ka Moser
Ka Moser (* 28. Januar 1937 in Zürich als Katharina Wüthrich; † 24. März 2023 in Bern) war eine Schweizer Künstlerin. Ihr Werk umfasst Malerei, Zeichnung, digitale Arbeiten, Collagen sowie Klang- und Konzertperformances. Sie lebte und arbeitete seit 1968 in Bern.

## Leben und Werk
Katharina Wüthrich wurde 1937 in Zürich geboren und zog 1968 nach Bern, wo sie bis zu ihrem Tod lebte und arbeitete.
In den 1980er Jahren arbeitete sie phasenweise fast ausschliesslich als Musikerin und Performancekünstlerin. 1983 entstand während einer Konzertperformance das erste sogenannte „Farbengedicht“ – ein zentrales Element ihres späteren Schaffens.
Mosers Werke sind geometrisch-abstrakt aufgebaut, oft auf quadratischen Rastern basierend, und wurden später digital überarbeitet oder transformiert. Als Medien verwendete sie unter anderem Pigmentdruck, Aquarell, Öl, Wachs, Papier, Karton und Mixed Media. Seit den 1990er Jahren nutzte sie vermehrt digitale Techniken und entwickelte dabei Bildkompositionen, die intuitive Farbklänge mit strukturierter Ordnung verbinden.
2004 erschien in der Edition Fink das Buch Das Farbengedicht, das ihr Werk typologisch dokumentiert. Ihre Werke sind unter anderem Teil der Kunstsammlung der Schweizerischen Mobiliar.

## Ausstellungen (Auswahl)
- 2016: Ka Moser, Einzelausstellung, Galerie Duflon & Racz, Bern[3]
- 2021: Women Artists in the Kunsthalle Bern: An Archival Investigation, Kunsthalle Bern[4]
- 2023: Ja, wir kopieren! Strategien der Nachahmung in der Kunst seit 1970, Kunstmuseum Solothurn[5]
- 2024: Rhythmen der Farbe, Kunstraum Bern Bümpliz[6]